# Theodosius Florentini

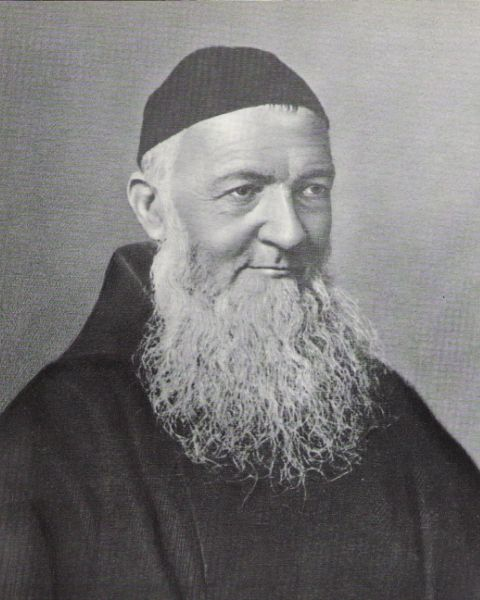
Porträt Mitte 19. Jahrhundert.

Theodosius Florentini OFMCap (* 23. Mai 1808 in Müstair als Anton Crispin Florintöni; † 15. Februar 1865 in Heiden AR) war ein Schweizer Kapuzinerpater und Sozialreformer.

## Leben

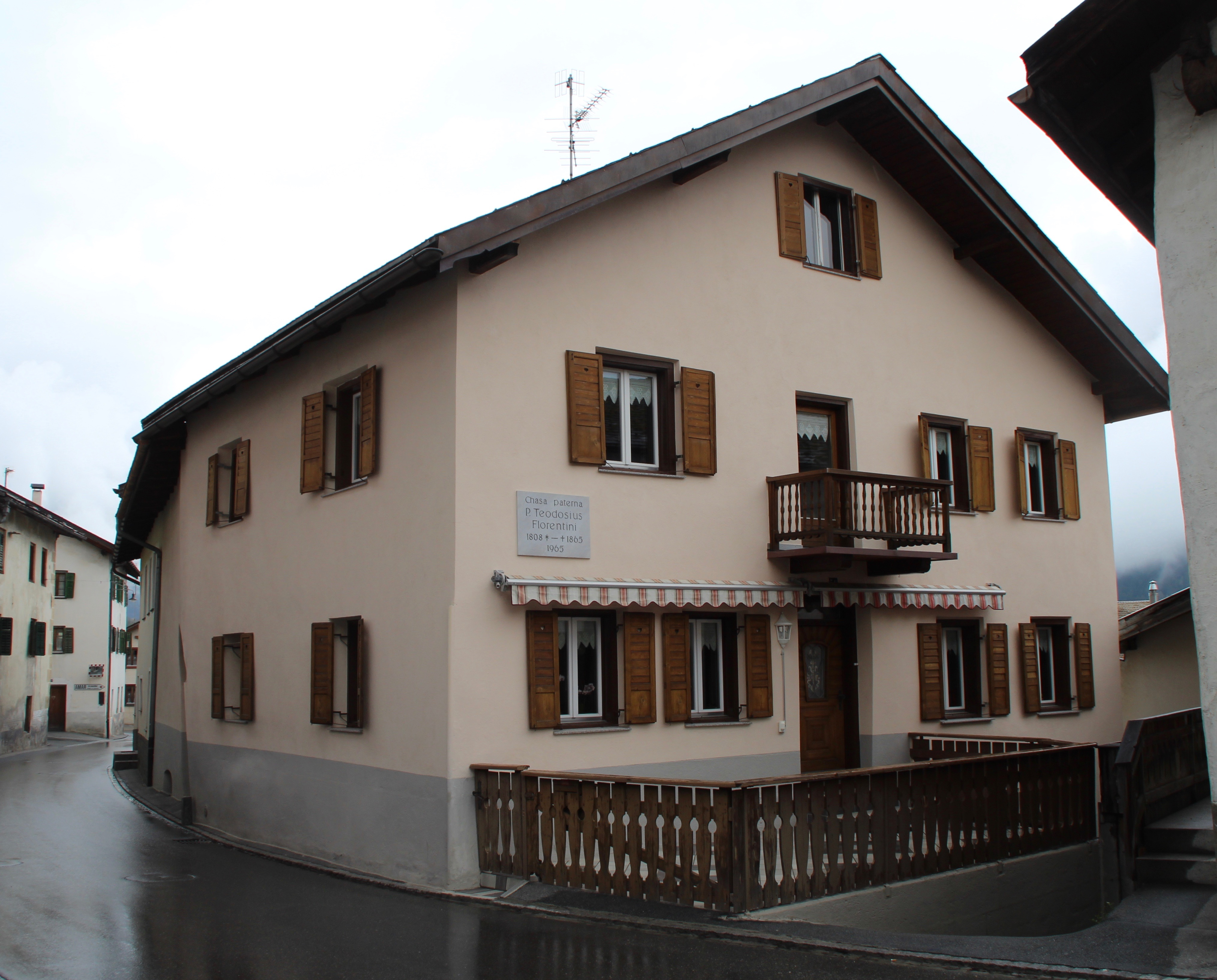
Florentinis Geburtshaus in Müstair

Theodosius Florintöni war der Sohn von Paul Florintöni und seiner Ehefrau Maria Anna geborene Fallet. Er erhielt seine Grundausbildung bei den Kapuzinern seines Heimatorts. Weitergebildet wurde er in Bozen, Stans, Baden im Aargau und Chur. Als 17-Jähriger trat er 1825 ins Noviziat des Kapuzinerordens ein und erhielt zur Profess 1826 den Ordensnamen Theodosius. 1830 wurde er in Sitten zum Priester geweiht. Bis 1841 war er im Kapuzinerkloster Baden als Novizenmeister, Guardian und als Lehrer für Philosophie und Theologie tätig. Nachdem er 1841 als Aufwiegler bei einer Volkserhebung im Aargau in Abwesenheit verurteilt und ausgewiesen wurde, hielt er sich einige Monate in Ribeauvillé im Elsass auf.
An Ostern 1841 ging Pater Theodosius als Laufpater nach Altdorf. Ein „Laufpater“ war ein seelsorglicher Springer, der dorthin „lief“, wo der Orden eine Lücke zu füllen hatte. In Altdorf nahm er sich der Schulbildung an. Sein Leitwort lautete: „Was Bedürfnis der Zeit ist, ist der Wille Gottes.“ 1844 gründete er mit Bernarda Heimgartner das Institut der Lehrschwestern vom heiligen Kreuz in Altdorf. Kurze Zeit später zog die Gemeinschaft nach Menzingen, wo das Mutterhaus entstand. 1845 legten die ersten fünf Schwestern die Profess ab und begannen in den Schulen von Menzingen und Galgenen zu unterrichten.
Von 1845 bis 1858 wirkte Florentini als Hofpfarrer in Chur und entfaltete ab 1854 vermehrt Tätigkeit in Volksmissionen, Exerzitien, Predigten und Vorträgen. 1850 gründete er ein kleines Spital im Haus Planaterra in Chur. Am 1. Juli 1852 rief er neben der Schule in Menzingen die Caritas ins Leben, wodurch zwei Schwerpunkte der Ausrichtung entstanden. Lehrschwestern und Barmherzige Schwestern gehörten noch zusammen. 1856 entstand eine Trennung, und Florentini gründete mit Maria Theresia Scherer die Ordensgemeinschaft der Barmherzigen Schwestern von heiligen Kreuz. 1857 bis 1860 war er Definitor der Schweizer Kapuzinerprovinz in Chur, danach Generalvikar des Bistums Chur.
Florentini wurde in der Churer Hofkirche beigesetzt. Am 15. Februar 1906 wurden die Gebeine in die Klosterkirche Ingenbohl überführt.

## Bedeutung

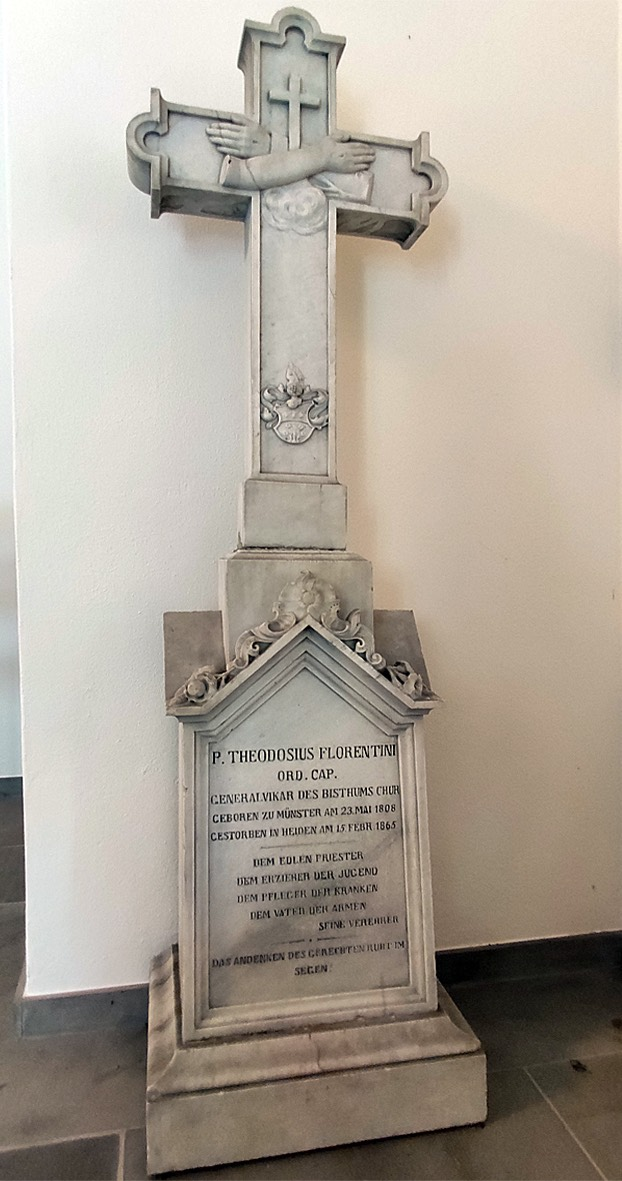
Alter Grabstein von Pater Theodosius Florentini in der Kapelle des Ingenbohler Schwesternfriedhofes

Dem vielseitigen und rastlosen Kapuzinerpater verdankt der Schweizer Katholizismus bedeutende Initiativen: 1856 die Neueröffnung des Kollegiums Maria Hilf in Schwyz (heute Kantonsschule Kollegium Schwyz) als Knabenschule mit Internat, 1859 die Gründung des «Büchervereins für die katholische Schweiz» und 1863 die Einberufung der ersten Schweizer Bischofskonferenz. Von bleibender Bedeutung sind auch seine Bemühungen, den Bildungsnotstand im Schulwesen zu beheben, Frauen in sozialkaritativen Aufgaben zu unterstützen und die sozialen Probleme des Industriezeitalters aufzugreifen. Florentini unterstützte Johann Kaspar Rohner, als dieser 1829, sechs Jahre vor dem gesetzlichen Obligatorium, eine Arbeitsschule für Mädchen organisierte.